# Цирков
Цирков (нем. Zirkow) — община в Германии, в земле Мекленбург-Передняя Померания.
Входит в состав района Рюген. Подчиняется управлению Мёнхгут-Границ. Население составляет 713 человек (2009); в 2003 г. — 751. Занимает площадь 25,62 км².